# 进京城
《进京城》（英語：Enter the Forbidden City），是一部于2019年上映的剧情电影。由马伊琍、富大龙领衔主演，2019年5月10日于中国大陆上映。

## 演员列表

### 主要演员
| 演员姓名 | 角色名称 | 介绍 |
| 富大龙   | 岳九     | 爱戏如命的传奇旦角，被同行陷害逐出京城隐居扬州，虽然郁结难舒，却从未废弃练功，深夜在铺满黄豆的场子里苦练腰腿功力的戏。吞悲含恨的他想重进京城，力证清白，坦坦荡荡唱戏. |
| 马伊琍   | 凤格格   | 凤格格第一次看戏是女扮男装，她对春台班的汪润生情有独钟，在私下见到这位武生演员时，还拿着扇子教他注意舞台上的细节和眉眼.                                               |

### 其他演员
| 演员姓名 | 角色名称 | 介绍 |
| 马敬涵   | 汪润生   | 汪润生是扬州春台班的当红武生，颇受凤格格青睐，却毅然决然和其未婚妻方春荣约定私奔. |
| 王子文   | 春荣     | |
| 刘立伟   | 霍喜子   | 春台班的班主、侠义又有担当. 当汪润生出逃，作为班主的他责骂徒弟，之后更是自我浇冰水、打耳光惩罚。而在面对岳九想搭戏班进京时，他一方面很欣赏岳九的才华，另一方面又怕为戏班招来杀身之祸. |
| 董飞     | 葛迎春   | |
| 姚安濂   | 江春     | 春台班东家 |
| 焦晃     | 乾隆帝   | |
| 刘佩琦   | 吴大元   | |
| 杨哲     | 鼓老刘   | |
| 刘宸     | 梁杠子   | |
| 周忠和   | 江师爷   | |

## 獲獎記錄
| 時間 | 屆次                                      | 獎項               | 獲獎方     | 獲獎情況 |
| ---- | ----------------------------------------- | ------------------ | ---------- | -------- |
| 2018 | 第21屆上海国际电影节-電影頻道傳媒關注單元 |                    |            |          |
| 2018 | 第21屆上海国际电影节-電影頻道傳媒關注單元 | 最受傳媒關注影片   | 進京城     | 獲獎     |
| 2018 | 第21屆上海国际电影节-電影頻道傳媒關注單元 | 最受傳媒關注導演   | 胡玫       | 獲獎     |
| 2018 | 第21屆上海国际电影节-電影頻道傳媒關注單元 | 最受傳媒關注編劇   | 邹静之     | 獲獎     |
| 2018 | 第21屆上海国际电影节-電影頻道傳媒關注單元 | 最受傳媒關注男主角 | 富大龙     | 獲獎     |
| 2018 | 第10屆澳门国际电影节                      | 最佳女配角         | 王子文     | 獲獎     |
| 2023 | 第18屆中國電影華表獎                      | 优秀故事片         | 《進京城》 | 提名     |